# Alden (Iowa)
Alden es una ciudad situada en el condado de Hardin, Estado de Iowa, Estados Unidos. Según el censo de 2019 tenía una población de 859 habitantes.

## Demografía
Según el censo de 2000, había 904 personas, 351 hogares y 250 familias residiendo en la localidad. La densidad de población era de 203,18 hab./km². Había 372 viviendas con una densidad media de 83,5 viviendas/km². El 97,68% de los habitantes eran blancos, el 0,22% asiáticos, el 1,66% de otras razas, y el 0,44% pertenecía a dos o más razas. El 5,09% de la población eran hispanos o latinos de cualquier raza.
Según el censo, de los 351 hogares, en el 35,0% había menores de 18 años, el 61,3% pertenecía a parejas casadas, el 7,4% tenía a una mujer como cabeza de familia, y el 28,5% no eran familias. El 25,1% de los hogares estaba compuesto por un único individuo, y el 14,8% pertenecía a alguien mayor de 65 años viviendo solo. El tamaño promedio de los hogares era de 2,58 personas, y el de las familias de 3,12.
La población estaba distribuida en un 27,2% de habitantes menores de 18 años, un 8,0% entre 18 y 24 años, un 28,0% de 25 a 44, un 20,7% de 45 a 64, y un 16,2% de 65 años o mayores. La media de edad era 38 años. Por cada 100 mujeres había 89,1 hombres. Por cada 100 mujeres de 18 años o más, había 87,5 hombres.
Los ingresos medios por hogar en la localidad eran de 35.966 dólares ($), y los ingresos medios por familia eran 39.524 $. Los hombres tenían unos ingresos medios de 29.489 $ frente a los 22.000 $ para las mujeres. La renta per cápita para la ciudad era de 16.011 $. El 10,6% de la población y el 6,7% de las familias estaban por debajo del umbral de pobreza. El 15,7% de los menores de 18 años y el 8,3% de los habitantes de 65 años o más vivían por debajo del umbral de pobreza.

## Geografía
Según la Oficina del Censo de los Estados Unidos, la localidad tiene un área total de 4,49 km², de los cuales 4,45 km² corresponden a tierra firme y el restante 0.04 km² a agua, que representa el 0,89% de la superficie total de la localidad.